# Норик
Норик (лат. Noricum — Норикум) је била територија илирског племена Норикум у источним Алпима и долинама река Дунав и Драва. 
Норик су у 2. веку пре нове ере заузели мањински Келти. Римљани су ову територију звали „Краљевина Норик” (Regnum Noricum — „Краљевина Норикум”). Заузели су је 16. године п. н. е. Цар Август је намеравао да ова област буде зависна држава царства, али су каснији цареви укључили Краљевину Норик у царство да би ојачали одбрану од Германа. Њоме је управљао царски прокуратор. Норик је био посебно значајан по производњи челика за римску војску. За време цара Диоклецијана (245—313) Норик је подељен у провинције Норик Рипенсис (Noricum Ripense — Норикум Рипенсис) на северу и Норик Медитеранеум (Noricum Mediterranum — Норикум Медитеранеум) на југу. Обе су биле у дијецези Панонија, заједно са Далмацијом и Панонијом. Норик је био међу последњим провинцијама које је царство контролисало у време пада цара Ромула Августула 476.
Норик приближно одговара територији данашњих аустријских провинција: Штајерске, Корушке, Салцбурга, Горње и Доње Аустрије, Беча, као и деловима Баварске и источне Словеније. На северу га је ограничавала река Дунав, на западу Реција, на истоку Панонија и на југоистоку Далмација.

## Географија
У римско доба Норик се налазио између Реције и Паноније, а јужно од Дунава. Најзначајнији градови су Виндобона (Беч), Ленција (Линц), Овилија (Велс), Јувавум (Салцбург), Птуј.

## Историја

### Предримски период
Према латинским изворима у 4. веку п.н.е. Илирско племе Норика ујединило је под својом влашћу неколико илирских племена и племе Венета, формирајући своју државу у североисточним Алпима. Главни град краљевства био је град Нореја.
Прво помињање Таурицана из Норика налази се код Полибија у његовој „Оппштој историји“:
„Пласови злата у Норику. ...Део злата се тамо налази у чистом облику, у комадима величине њиве или вучјег зрна, који у ватри губе само осмину своје запремине; други део захтева дуже време топљења, али је и веома исплатив. Својевремено су Италијани радили два месеца у алувијалним наносима заједно са варварима, а злато је одмах широм Италије појефтинило за трећину. Када су Тауријанци то приметили, отерали су своје другове и сами кренули у трговину.”
— Полибије, Општа историја
Римљани су на ове просторе почели продирати у 2. веку пре нове ере, посебно од 181. пне. када је основана колонија Аквилеја. Посебно су их привукла налазишта руде гвожђа у Нореји, од којих вероватно потиче и римски назив за цео регион.
Године 113. п.н.е Кимбри су победили војску конзула Гнеја Папирија Карбона на територији Норика.
У грађанском рату 49-45. п.н.е. Тауријанци су стали на страну Помпеја.
У Норику је формирано својеврсно робовласничко друштво. Ниво развоја древног Норика био је прилично висок. Користио је свој оригинални систем писања и чак је ковао сопствени златник. Језици Млечана и Илира били су релативно блиски једни другима, па се у Норици користило венецијанско и илирско писмо.
Позната су само два норичка божанства - Марс Латобиус, назван "велики бог", "краљ Туатха", и богиња Нореја, "велика мајка народа".
На основу неколико недешифрованих натписа написаних посебним алпским писмом, претпоставља се постојање норичког језика.

#### Владари Норика (око 370 - 16. п.н.е.)
ОК. 370 - 45 пне е. Келтски племенски савез Таурицана
- Екео (краљ око 200. п.н.е.)
- Боро
- Тинео
- Ата
- Андамати
- Екритусир (око 60. пре Христа).
- Вокио (око 60. - 45. пре Христа).

#### 45. пне е. - 420. - Римска провинција Норик.
Непотврђено остојање следећих владара:
- Свиека
- Сонгие
- Неметх
- Екингома
- Гесаторик

Римска провинција (16. пне - 476. пне)
У 16. пн. проконзул Илирика Публије Силије Нерва ратовао је са Таурисцима, а затим 15. пне. током једног летњег похода регион су освојили Тиберије и Друз и припојили Риму. Претворена је у римску провинцију Норик.
У наредна три века Норик је доживео снажну романизацију, чему је допринела мирна ситуација у овој провинцији, која је доживела тек крајем 4. века. велике варварске инвазије, са изузетком периода Маркоманских ратова. Дуго времена није било значајнијих римских трупа у провинцији. Када је 15. пне. у Карнунт је из Емоне пребачена  Аполонска легија, овај град је одмах пребачен у Панонију. Осим тога, у Норику је била базирана флотила речних пловила за чување Дунава. Његова главна база био је Лавриак. Током Маркоманских ратова, Марко Аурелије је морао да регрутује две нове легије у Италији, од којих је једна, осле рата остављена у Лавријаку.
Границе Норика у то време биле су ограничене на северу Дунавом који га је одвајао од Немачке, на западу реком Ин - од Реције, на југу Карнским Алпима и Караванкама - од земље Карна, у источно уз планине Цетиус (Монс Цетиус, сада Бечке шуме) и Штајерске брдовите земље - од Паноније. Југоисточни део Норика покривао је важан стратешки пут Виа Гиулиа Аугуста, повезан са Ћилибарским путем, који је водио од Дунава преко Лавријака – Вируна – Целеје до Аквилеје.
За време владавине Клаудија градска насеља провинције су добила статус општина. Под Каракалом је исти статус добио Лавријак, основан крајем 2. или почетком 3. века. као логор за Другу италијанску легију око које се убрзо формирало насеље. Административни центар покрајине био је Вирун. Најзначајнији градови Норика били су Вирунум, Теурина, Иувавум (савремени Салцбург), Лензиа (савремени Линц), Лавриак (Лорх), Петовиум (савремени Птуј) и Овилава (Велс). Од мањих градова дуж Виа Гиулиа Аугуста били су: Виндобона (савремени Беч), Боиодурум, Јовиацум, Арелапе, Намаре, Бедаиум.
Поред рударења метала, становници су се бавили сточарством и вађењем соли из језера.
Војници из Норика који су служили у током 2. века. у панонским кохортама себе називају Сисцима, Варијанцима и Латобићима.
Током Диоклецијанових реформи, провинција је била подељена на две – Норик приморски (између Бечке шуме и реке Ин) и Норик Инланд. Центри цивилне управе били су Овилава, односно Вирун. Створена је и Норичка легија морнара, чији је задатак била одбрана дунавских прелаза. Налазио се у граду Ад понтем Исес на реци Ибс. У Лавријаку се налазила резиденција главног команданта, који је носио титулу дук Норикум.
Валентинијан I (364-375) је ојачао систем утврђења на Дунаву, укључујући и Норик, што је омогућило одбијање инвазије Квадија 374-375. Међутим, општа ситуација на границама наставила је да се погоршава: народи који су продрли у 4. веку у суседну Рецију, Алемани су до краја века стигли до граница реке Ин, односно до саме границе Норика, а 395. године Квади, Маркомани и Вандали, уништивши Карнунт и Виндобону, приближили су се источним границама. Норика, иако је 396. Стилихон успео да обнови границу на Дунаву.

### За време Велике сеобе
Међутим, иако је провинција била мање-више заштићена са севера, пад суседног панонског лимеса, који су на прелазу из 4. у 5. век пробили Квадови, Алани и Вандали, отворио је пут Норику са истока, где је била практично беспомоћна. Вандали су 401. године извршили инвазију на приобални Норик, уништивши неколико градова, укључујући Лауријак, али их је потом протерао Стилихон. Нешто касније, Визиготи Аларика, признати као савезник Рима, добили су од Стилихона земље у Норику и Илирији на насељавање. Након убиства Стилихона 408. године, Норик је привремено заузео Аларик, али је већ 409. године римски војсковођа Генерид реорганизовао западно-илирску област, у коју је делимично укључен Норик, и поново је потчинио Риму. Због сталне варварске претње, административни центри су се почетком века селили у утврђеније градове: тако је центар Приморског Норика постао Лавријак, а Медитеран, вероватно, Тибурнија.
Године 430/31 побунили су се становници Норика, које је следеће године угушио цар Аеције.
Средином 5. века појачао се притисак Хуна на дунавске провинције. Атила је 451. године, крећући се у Галију, прошао кроз обални Норик, а 452. године, током похода на Италију. Након Атилине смрти и пораза Хуна од стране коалиције германских племена, Римљани су склопили уговоре са победницима и 456. су успели да накратко поврате контролу над делом Норика. Територија Приморског Норика дошла је под утицај племена Руг, који су се у то време населили на средњем Дунаву у области Доње Аустрије. Око 467. године Остроготи, који су се населили у Панонију, продрли су у Унутрашњи Норик, одакле су отишли 472. године, успут опседајући Тибурнију, престоницу дела Норика који је остао под римском влашћу. Поред тога, Унутрашњи Норик је више пута био жртва Алеманских напада из суседне Реције.
Релативни мир између Римљана и Германа остао је до 476. године. Када је Одоакар, који је преузео власт у Италији, престао да исплаћује плате војницима норичког лимеса, римска гранична одбрана је потпуно пропала и Руги су заузели приобални Норик, потчинивши локално римско становништво.
Одоакар, који је настојао да своју државу обезбеди од Ругија, које је цар Зенон подстакао да нападну Италију, направио је поход на Норик 487. године и крајем те године победио Ругије у великој бици на Дунаву. Краљ Ругијана, Фелетај, је ухваћен и касније погубљен. Његов син Фридрих са остацима племена побегао је код Острогота да би потом учествовао у освајању Италије од стране њиховог краља Теодорика. Други поход Одоакрових трупа 488. године завршен је евакуацијом романизованог становништва Норика у Италију, пошто су се Остроготи већ приближавали границама некадашње провинције.
Крајем 5. века већи део земље припадао је Остроготима; северозападни део, који је најдуже задржао назив Норика, заузели су Бајовари (Баварци). Крајем 6. века у јужни Норик су се населили карентански Словени, дајући назив Корушкој; североисток је био под влашћу Авара до почетка 9. века.

### Помени Норика у словенским изворима
У делу Повест минулих лета (почетак 12. века) у преводу се помињу извесни „Норици” као први Словени:
„...После поделе народа, Симови синови су заузели источне земље, а Хамови јужне земље, док су Јафети заузели западне и северне земље. Из ових истих 70 и 2 језика произашао је словенски народ, од Јафетовог племена – такозвани Норици, који су Словени.”
У оригиналу Лаврентијеве хронике стоји: „...од племена Јафетова, Нарци, становници Словеније”.